# Stanford (Californië)
Stanford is een plaats (census-designated place) in de Amerikaanse staat Californië, bekend van de Stanford-universiteit, en valt bestuurlijk gezien onder Santa Clara County. 

## Demografie
Bij de volkstelling in 2000 werd het aantal inwoners vastgesteld op 13.315.

## Sport
Stanford was met het Stanford Stadium in 1994 speelstad voor het WK voetbal, ofschoon destijds het nabijgelegen San Francisco doorgaans als speelstad werd aangeduid. Het Stanford Stadium is in 2005 afgebroken.

## Geografie
Volgens het United States Census Bureau beslaat de plaats een oppervlakte van
7,2 km², waarvan 7,1 km² land en 0,1 km² water.

## Plaatsen in de nabije omgeving
De onderstaande figuur toont nabijgelegen plaatsen in een straal van 8 km rond Stanford.